# 経口鎮静法
経口鎮静法（けいこうちんせいほう、英: oral sedation）とは、一般的に歯科処置を容易にし、その経験に関連する患者の不安を軽減するために、経口で鎮静剤を投与する医療処置である。吸入鎮静法（inhalation sedation）（亜酸化窒素など）や静脈内鎮静法とともに、歯科で行われる鎮静法のひとつである、 ベンゾジアゼピン系が一般的に使用される。オーストラリアや米国などでは広く行われているが、英国や日本では、この鎮静法はあまり行われていない。麻酔前投薬でもベンゾジアゼピン系を経口投与することがあるが、この場合は比較的少量の、経口鎮静法では比較的大量の鎮静薬が投与される。

## 適応
心配性、先端恐怖症（針や鋭利な器具に対する恐怖）、歯牙損傷の既往、または歯科医に対する全般的な恐怖を有する歯科患者は、不安を軽減するために経口薬を服用させてよい。治療前日の早い段階から患者に薬物を投与するために、さまざまな単回および段階的投与のプロトコルが使用される。薬物療法は、さらに、心的外傷を思い出す（Recall ）ことのないように、歯科医院の景色や匂いの記憶を減らすのに役立つ。鎮静効果により、より少ない受診回数内でより多くの歯科治療を完了することができ、また、複雑な処置をより短時間で行うことができる。

## 薬剤
ベンゾジアゼピン系が一般的に使用される、主流薬剤としてはミダゾラム、ジアゼパム、トリアゾラム、ロラゼパムがあるが、アルプラゾラム、テマゼパム、オキサゼパムも使用されている。特にトリアゾラムが使用される。 トリアゾラムは、その速効性と限られた効果時間のために一般的に選択される。 初回投与は通常、歯科受診の約1時間前に行われる。 不安に関連する不眠を緩和するために、処置前夜の追加投与がされることもある。この処置は一般的に安全であると認識されており、治療指数は呼吸抑制が問題になるレベル以下である。
- ザレプロン（英語版）は、不眠症に処方される非ベンゾジアゼピン系[10]の睡眠導入剤[11][12][13]である。経口鎮静に用いた場合の作用はトリアゾラムに類似するが、鎮静からの回復は早い[14]。
- ヒドロキシジン は抗ヒスタミン薬に分類されるが、抗不安作用もあることが示されている。小児においてミダゾラムと併用すると涕泣や体動を抑制する上で有効とされる[15]。
- ミダゾラムはベンゾジアゼピン系内服薬の中で最も半減期が短く、持続時間は約1時間である、短時間の受診や簡単な処置に最適である。他のベンゾジアゼピン系薬と同じ抗不安作用と健忘作用がある。近年使用が増加している[16]。

## リスクの軽減
経口鎮静は、必ずしも抗不安状態を達成できるとは限らないし、より深い鎮静レベルに移行しないことを保証するものでもない。鎮静は連続的なものであるため、個人がどのように反応するかを予測することは必ずしも可能ではない。したがって、一定の鎮静レベルを得ようとする医療従事者は、患者が過度の鎮静状態に陥った場合に、患者を救うこともできなければならない。とりわけ、気道閉塞には注意する必要がある。

## 副作用
以下の副作用が起こり得る。
眠気 - 最も一般的な副作用であり、処置後数時間続くこともある。
嘔気・嘔吐 - 患者によっては起こり得る。
口渇 - 別名ドライマウス。
頭痛 - 処置後に起こることがある
排尿障害 - 稀だが起こり得る。
低血圧・徐脈 - 鎮静が深い場合に起こりやすい。
アレルギー反応 - 稀にしか起こらない。

## 教育
歯科経口鎮静のコースは、様々な歯科大学や民間団体で北米全域で提供されている。口腔内鎮静法だけでなく、静脈内鎮静法や全身麻酔の教育コースを提供する最大の非営利団体は、アメリカ歯科麻酔学会（American Dental Society of Anesthesiology: ADSA）。

## 規制
鎮静を実施するための教育および訓練の要件は、アメリカでは州によって異なる。 アメリカ歯科医師会（ADA）が、多くの州で採用または修正されている鎮静法のガイドラインを定めている。

## 利点
他の鎮静法に対する経口鎮静法の主な利点は以下の通りである。
- 投与が容易 - 錠剤を飲むだけでよい。
- 有効性 - リラックスし、快適な状態に導入しやすい。
- 非侵襲的 - 針を使わない。
- 安価である[17]。

## 欠点
経口鎮静法は軽度から中等度の不安には良い適応があるが、高度な不安に対しては静脈内鎮静法が必要となることがあり、さらには深い鎮静や全身麻酔を必要とすることもある。

## 歴史
近代的な鎮静薬は19世紀の臭化物と抱水クロラールからはじまり、20世紀初頭にはバルビツール酸系が用いられるようになった。当時の臭化物には不純物の混入が多く、頻尿、発汗、視覚障害、電解質異常などの副作用が見られた。当初はフェノバルビタールが用いられ、1920年代から1930年代に欠けて、アモバルビタール、セコバルビタール、チオペンタール、ペントバルビタールが開発され、用いられた。バルビツール酸系には習慣性があり、呼吸抑制が特にアルコールとの併用で強かったため、ここ数十年の間にベンゾジアゼピン系などに取って代わられた。